# Ciao (revista)
Ciao (ちゃお Chao?) es una revista japonesa de manga shōjo publicada por Shōgakukan. La primera entrega se publicó en 1977. En 2007 su tirada era de 982.834 ejemplares. Actualmente, la revista, con cada entrega, incluye sorpresas (es decir: juguetes, accesorios de niñas) e incluye regalos como cosméticos, relojes, lápices, blocks de notas, etc. Los competidores de la revista son Ribon y Nakayoshi.

## Manga publicado en Ciao
- Cutie Honey
- Corrector Yui
- Di Gi Charat Nyo
- Kirarin Revolution
- Mirmo Zibang
- Panyo Panyo Di Gi Charat
- Pocket Monsters Chamo Chamo Pretty
- Pokémon: PiPiPi's Adventures
- Shōjo Kakumei Utena
- Tonde Būrin
- Wedding Peach